# Antoni Wierzbiński
Antoni Wierzbiński (ur. 10 sierpnia 1946 w Krakowie) – polski flecista, profesor sztuk muzycznych, rektor Akademii Muzycznej Grażyny i Kiejstuta Bacewiczów w Łodzi (2005–2012).

## Życiorys
W 1969 roku ukończył z wyróżnieniem studia w klasie fletu w Państwowej Wyższej Szkole Muzycznej (obecnie Akademii Muzycznej) w Łodzi. Kontynuował kształcenie w Paryżu w klasie fletu Alain Marion, dzięki stypendium Rządu Francuskiego. Uczestniczył w kursach mistrzowskich w Nicei pod kierunkiem Jean-Pierre'a Rampala i Maxence'a Larrieu. W 1969 roku został laureatem Ogólnopolskiego Konkursu Młodych Flecistów. Francuskie stypendium zakończył natomiast otrzymaniem nagrody w Konkursie Konserwatoriów Regionu Paryskiego w Rueil-Malmaison – Prix d'Excellence – w dziedzinie fletu i muzyki kameralnej.
W ramach zajęć dydaktycznych w Akademii Muzycznej w Łodzi prowadzi klasę fletu i zespołów kameralnych. W 1994 otrzymał tytuł profesora sztuk muzycznych. W latach 2005–2012 pełnił funkcję rektora macierzystej uczelni. Jest też wykładowcą kursów mistrzowskich m.in. w Nowym Sączu, Koszalinie, Ełku, Olsztynie i Szczawnie-Zdroju. W latach 1996–2000 prowadził klasę kameralną Młodzieżowego Festiwalu Muzycznego (Musik Jugendfestspieltreffen) w Bayreuth.
Wszedł w skład komitetu wspierającego kandydaturę Karola Nawrockiego na prezydenta RP w wyborach w 2025.

## Odznaczenia
Odznaczony Złotym Krzyżem Zasługi (1999), Krzyżem Kawalerskim Orderu Odrodzenia Polski (2005), Srebrnym Medalem „Zasłużony Kulturze Gloria Artis” (2012), Medalem Edukacji Narodowej (2002), Medalem Papieskim „Pro Ecclesia et Pontifice” (2012), odznaką „Zasłużony Działacz Kultury” oraz Honorową Odznaką Miasta Łodzi. W 2021 otrzymał Złoty Medal „Zasłużony Kulturze Gloria Artis”.

## Działalność artystyczna
Koncertuje wraz z krajowymi i zagranicznymi orkiestrami solista, jako kameralista, oraz jako muzyk orkiestrowy. W latach 1978–1980 współpracował z Orkiestrą Filharmoniczną Miasta Meksyku, następnie z Polską Orkiestrą Kameralną „Sinfonia Varsovia”. Koncertował m.in. w Finlandii, Francji, Holandii, Niemiec, Szwajcarii, Szwecji, Turcji i U.S.A. Nagrywał dla Polskiego Radia oraz Telewizji Polskiej i Holenderskiej.